# ヴァージナルの前に立つ女
『ヴァージナルの前に立つ女』（ヴァージナルのまえにたつおんな、蘭: Staande virginaalspeelster、英: Lady Standing at a Virginal）は、オランダ黄金時代の画家ヨハネス・フェルメールが1670年から1672年ごろに描いた絵画。キャンバスに油彩で描かれた作品で、ロンドンのナショナル・ギャラリーが所蔵している。
ヴァージナルを演奏する豪奢なドレスを着た女性が描かれた作品である。床はタイル張りで、壁には2点の絵画がかけられている。フェルメールが住んでいたデルフトで作られたデルフト陶器の、他の作品にも描かれている青と白のタイルが壁最下部の床との接点に見える。
ナショナル・ギャラリーの公式サイトによると、壁にかけられている絵画が何であるのかは特定されていないが、画面左の小さな風景画は、おそらくフェルメールと同時代のオランダ人画家ヤン・ウェイナンツあるいはアラールト・ファン・エーフェルディンヘンの作品ではないかとされている。同じく画面右の、左手にカードを掲げるキューピッドは、アラールトの兄、セイザル・ファン・エーフェルディンヘンの作品といわれている。このモチーフは当時の寓意画集をもとにした、唯一の恋人に対する貞節の象徴であり、おそらくヴァージナルが持つ音楽と性愛との伝統的な象徴性を反映したものである。
『ヴァージナルの前に立つ女』の制作年度が1670年から1672年ごろとされているのは、その作風と女性の衣装から来ている。作品の大きさと描かれているものの類似性から、同じくナショナル・ギャラリーが所蔵する『ヴァージナルの前に座る女』と対になる作品ではないかと考えられている。